# J. D. Evermore
John Daniel Evermore, né le 15 novembre 1968 à Greenville (États-Unis), est un acteur américain.
Il est connu pour ses rôles dans Treme, True Detective, The Walking Dead, Rectify, Maggie, ou encore Deepwater.

## Biographie
John Daniel Evermore est né le 15 novembre 1968 à Greenville (États-Unis).

## Filmographie

### Cinéma

#### Longs métrages
- 1998 : Stomping Grounds de Bret A. Arnold : Spike
- 2000 : Où le cœur nous mène (Where the Heart Is) de Matt Williams : L'employé
- 2000 : Living the Life d'Alex Munoz : L'amoureux de Pilar
- 2002 : Rêve de champion (The Rookie) de John Lee Hancock : Le lanceur remplaçant
- 2003 : Rolling Kansas de Thomas Haden Church : Un policier à moto en colère
- 2003 : Single and Dealing with It de Robert Rowland : Robert
- 2005 : Walk the Line de James Mangold : Un agent du F.B.I.
- 2005 : Service non compris (Waiting…) de Rob McKittrick : Un redneck
- 2005 : Glorious Mail de lui-même : Timmy Jones (également co-scénariste)
- 2006 : Les Chemins du triomphe (Glory Road) de James Gartner : Un fan des East Texas
- 2006 : Coast Guards (The Guardian) d'Andrew Davis : Un gardien de prison
- 2007 : The Great Debaters de Denzel Washington : Capitaine Wainwright
- 2008 : Stop-Loss de Kimberly Peirce : Rainer
- 2008 : Deal de Gil Cates Jr. : Tex Button
- 2008 : Who Do You Love de Jerry Zaks : Jake
- 2009 : Bad Lieutenant : Escale à La Nouvelle-Orléans (The Bad Lieutenant: Port of Call New Orleans) de Werner Herzog : Rick Fitzsimon
- 2009 : Alabama Moon de Tim McCanlies : Oliver Blake
- 2009 : I Love You Phillip Morris de Glenn Ficarra et John Requa : Un gardien
- 2009 : Service toujours non compris (Still Waiting...) de Jeff Balis : Un client exaspéré
- 2010 : Legendary de Mel Damski : Terry Jay
- 2010 : Le Caméléon de Jean-Paul Salomé : Un employé
- 2010 : Jonah Hex de Jimmy Hayward : Un officier de l'Union dans le train
- 2010 : Mysterious Island de Mark Sheppard : Bonaventure Pencroft
- 2011 : Le Chaperon (The Chaperone) de Stephen Herek : Del
- 2011 : Le Flingueur (The Mechanic) de Simon West : Un homme
- 2011 : Seconds Apart d'Antonio Negret : Un expert
- 2011 : Le Pacte (Seeking Justice) de Roger Donaldson : L'homme dans l'ascenseur
- 2011 : 51 de Jason Connery : Smith
- 2011 : Never Back Down 2 de Michael Jai White : Le père de Mike
- 2011 : Jeff, Who Lives at Home de Jay Duplass et Mark Duplass : Le serveur
- 2011 : Retour Mortel (Ticking Clock) d'Ernie Barbarash : Un policier
- 2011 : Maskerade de Griff Furst : Le professeur
- 2011 : Inside Out d'Artie Mandelberg : Baxter
- 2012 : Django Unchained de Quentin Tarantino : O.B.
- 2012 : 12 Heures (Stolen) de Simon West : Un policier
- 2012 : Paperboy (The Paperboy) de Lee Daniels : Un garde
- 2012 : Moi, député (The Campaign) de Jay Roach : Un employé de l'état
- 2012 : The Baytown Outlaws de Barry Battles : Officier Boyd
- 2012 : Transit d'Antonio Negret : Sergent Doucet
- 2012 : Gladiators (The Philly Kid) de Jason Connery : Le contrôleur judiciaire
- 2013 : Dallas Buyers Club de Jean-Marc Vallée : Clint
- 2013 : Les Âmes vagabondes (The Host) d'Andrew Niccol : Trevor Stryder
- 2013 : Twelve Years a Slave de Steve McQueen : Chapin
- 2013 : Broken City d'Allen Hughes : Un employé de Sam
- 2013 : Les Portes de l'enfer : La Légende de Stull (Nothing Left to Fear) d'Anthony Leonardi III : Un père
- 2014 : Wild de Jean-Marc Vallée : Clint
- 2014 : 99 Homes de Ramin Bahrani : Mr Tanner
- 2014 : La planète des singes : L'affrontement (Dawn of the Planet of the Apes) de Matt Reeves : Un sniper
- 2014 : Get on Up de Tate Taylor : Le présentateur au séminaire
- 2014 : When the Game Stands Tall de Thomas Carter : Le coach
- 2014 : Maggie d'Henry Hobson : Député Holt
- 2014 : Ultimate Endgame (Wicked Blood) de Mark Young : Le médecin
- 2014 : Bad Country de Chris Brinker : Murphy
- 2015 : The Program (Icon) de Stephen Frears : Le directeur général de Tailwind
- 2015 : Dalton Trumbo (Trumbo) de Jay Roach : Un gardien de prison
- 2016 : Live by Night de Ben Affleck : Virgil Beauregard
- 2016 : Deepwater (Deepwater Horizon) de Peter Berg : Dewey A. Revette
- 2016 : The Sweet Life de Rob Spera : Brandon
- 2016 : River Guard de Jim Klock : Banger
- 2018 : First Man de Damien Chazelle : Christopher Kraft
- 2018 : Steel Country de Simon Fellows : Cal Worbley
- 2018 : Assassination Nation de Sam Levinson : Chef Patterson
- 2018 : To the Stars de Martha Stephens : Len McCoy
- 2021 : Palmer de Fisher Stevens : Principal Forbes
- 2023 : Suitable Flesh de Joe Lynch : Détective Ledger
- 2023 : Breakwater de James Rowe : Luther
- 2024 : Snack Shack d'Adam Rehmeier : Bill Workman

#### Courts métrages
- 2005 : Rainbow's End de Chris Mancini : Andy
- 2022 : Cocoons d'Evlin Lake : Earl
- 2023 : Ethixxx of Desire de Larena Danielle et Elyse Winn : Mike

### Télévision

#### Séries télévisées
- 1996 : Flic de mon cœur (The Big Easy) : Valentine
- 1998 / 2001 : Walker, Texas Ranger : Kyle Finley / Monte Vole / Un patrouilleur
- 1999 : Au service de la loi (To Serve and Protect) : Pete, le chauffeur
- 2001 : Les Experts (CSI: Crime Scene Investigation) : Eric
- 2002 : Des jours et des vies (Days of our Lives) : Un technicien de laboratoire
- 2006 : Prison Break : Woody
- 2006 : Thief : Un policier
- 2010 : Memphis Beat : Leonard
- 2010 - 2013 : Treme : Détective Thomas Silby
- 2013 : Banshee : Cole Moody
- 2013 : Bonnie and Clyde : Dead and Alive : Sheriff Coffee
- 2013 - 2016 : Rectify : Sheriff Carl Daggett
- 2014 : The Walking Dead : Harley
- 2014 : True Detective : Détective Lutz
- 2014 : Star-Crossed : Weeble
- 2014 : Salem : Révérend Lewis
- 2015 : American Horror Story : Rakes
- 2015 : Constantine : L'Homme
- 2017 : The Son : Un chasseur
- 2018 - 2019 : Cloak & Dagger : Détective Connors
- 2019 : The Purge : Silas Barker
- 2021 : Queen Sugar : Lieutenant Becker
- 2022 : Five Days at Memorial : Mark LeBlanc

#### Téléfilms
- 2000 : Progénitures de l'enfer (Hell Swarm) de Tim Matheson : George Bernard
- 2000 : Picnic d'Ivan Passer : Un policier
- 2000 : Business, Music and Love (At Any Cost) de Charles Winkler : Un policier
- 2004 : Une femme infidèle (Infidelity) d'Harry Winer : Andrew
- 2005 : Faith of My Fathers de Peter Markle : Commandant James Latimer
- 2005 : Passions sous la neige (Snow Wonder) de Peter Werner : Joe
- 2006 : Le Prix de la différence (Not Like Everyone Else) de Tom McLoughlin : Mr Gray
- 2007 : Ruffian d'Yves Simoneau : Un parieur
- 2011 : Miami Magma de Todor Chapkanov : Dr Brad Turner
- 2016 : Une amitié contre les préjugés (Showing Roots) de Michael Wilson : Raybur